# Roberto Ferrari (szermierz)
Roberto Ferrari (ur. 2 sierpnia 1923 w Rzymie, zm. 11 października 1996 tamże) – włoski szablista, dwukrotny medalista olimpijski i wielokrotny medalista mistrzostw świata.
Na igrzyskach olimpijskich w Helsinkach w 1952 roku razem z Vincenzo Pintonem, Renzo Nostinim, Gastone Darè, Mauro Raccą i Giorgio Pellinim zdobył srebro w zawodach drużynowych. Na rozgrywanych cztery lata później igrzyskach olimpijskich w Melbourne był piąty w zawodach drużynowych, a w indywidualnych odpadł w półfinałach. Brał też udział w igrzyskach olimpijskich w Rzymie w 1960 roku, gdzie reprezentacja Włoch w składzie: Wladimiro Calarese, Giampaolo Calanchini, Pierluigi Chicca, Roberto Ferrari i Mario Ravagnan zdobyła drużynowo brązowy medal. W rywalizacji indywidualnej ponownie dotarł do półfinałów.
Podczas mistrzostw świata w Monte Carlo w 1950 roku wspólnie z Gastone Darè, Arturo Ferrando, Aldo Montano, Vincenzo Pintonem i Mauro Raccą wywalczył złoty medal w zawodach drużynowych. W tej samej konkurencji zdobywał też srebrne medale na mistrzostwach świata w Sztokholmie (1951), mistrzostwach świata w Brukseli (1953) i mistrzostwach świata w Luksemburgu (1954). Równocześnie zdobył dwa medale we florecie drużynowym: złoty na MŚ 1954 i srebrny na MŚ 1953.